# ЦК на КПСС
Централният комитет на КПСС (до есента на 1917: ЦК на РСДРП; 1917 – 1918 ЦК на РСДРП(б); 1918 – 1925 ЦК на РКП(б); 1925 – 1952 ЦК на ВКП(б)) е висш партиен орган, заседаващ в промежутъците между конгресите на Комунистическата партия на Съветския съюз (КПСС). Рекорден по численост състав на ЦК на КПСС, 412 члена, е избран на XXVIII конгрес на КПСС (1990). На Пленумите на ЦК се избират Политбюро (или Президиум), Секретариат, Оргбюро на ЦК и Комисия по партийния контрол (1934 – 1990).

## Политбюро на ЦК на КПСС
Политбюро на ЦК на КПСС е най-висшият партиен орган, ръководещ политическата работа на ЦК между неговоте пленуми. Като постоянен орган действа след VII конгрес на РКП(б). Решава важни политически, икономически и вътрешнопартийни въпроси. В периода 1952 – 1966 се нарича „Президиум на ЦК на КПСС“.
Теоретически Политбюро се избира на пленумите на ЦК на КПСС, но на практика то се избира едва след XXVIII конгрес КПСС. (До 1991 КПСС има проведени 28 конгреса.)
В състава на Политбюро на ЦК на КПСС влизат членове на Политбюро, кандидат-членове на Политбюро, и секретарите на ЦК на КПСС.
Политбюро на ЦК на КПСС се състои от 10 члена през 1920-те години до 25. По правило в състава на Политбюро на ЦК на КПСС влизат:
- Генералният секретар на ЦК на КПСС,
- Председателят на Съвета на министрите на СССР,
- Председателят на Президиума на Върховния съвет на СССР,
- Министрите на отбраната и външните работи,
- Първите секретари на ЦК Украинската комунистическа партия,
- Московския и/или Ленинградския ГК на КПСС.

По времето на Никита Хрушчов в състава на Президиума на ЦК започват да се включват и първите секретари на комунистическите партии на някои от съветските републики. Тази традиция се запазва и по-късно, за да се стигне до 1990 – 1991 г., когато в състава на Политбюро влизат всички първи секретари на ЦК на комунистическите партии на съветските републики (в това число и на двете комунистически партии на Естония).

## Секретариат на ЦК
В неговия състав влизат само секретарите на ЦК на КПСС. През 1990 в състава на Секретариата на ЦК са включени още 5 члена, които не са секретари на ЦК на КПСС.

## Оргбюро на ЦК
Този орган съществува в периода 1919 – 1952 г., но тъй като фактически дублира дейността на Секретариата и по тази причина не играе реална роля.

## Генерален секретар на ЦК на КПСС
- В периода 1918 – 1919 Председателят на ЦК на КПСС се нарича Председател на Секретариата на ЦК на РКП(б), през 1919 – 1922 – Отговорен секретар на ЦК на РКП(б), през 1953 – 1966 – Първи секретар на ЦК на КПСС
- До назначаването на Сталин през 1922 длъжността на Отговорен секретар на ЦК е чисто техническа и не е свързана с партийното ръководство. Но няколко години преди това се налага практиката отговорните секретари на местните партийни комитети да са и техни ръководители.
- 1918 – 1919 – Яков Свердлов
- 1919 – Елена Стасова
- 1919 – 1921 – Николай Крестински
- 1921 – 1922 – Вячеслав Молотов
- 1922 – 1952 – Йосиф Сталин
- През 1934 г. длъжността на Генералния секретар е премахната с решение на XVII конгрес на ВКП(б), и всички секретари на ЦК формално стават равни. На практика това решение не е изпълнено. През 1952 – 1953 също формално нито един от секретарите на ЦК не е „Първи“, а на заседанията на Политбюро и ЦК е Председател на Съвета на министрите на СССР.
- 1953 – 1964 – Никита Хрушчов
- 1964 – 1982 – Леонид Брежнев
- 1982 – 1984 – Юрий Андропов
- 1984 – 1985 – Константин Черненко
- 1985 – 1991 – Михаил Горбачов

## ЦКК на КПСС
Централната контролна комисия (ЦКК) на КПСС  се избира на конгресите на КПСС, както и ЦК. Рекордно голям състав (около 120 члена) е избран на XV конгрес ВКП(б) през декември 1925, след което пленумите на ЦКК избират Президиум на ЦКК. На XIX конгрес на КПСС (1952) в ЦКК са избрани рекордно малко членове (37). На следващите пленуми на ЦКК, Президиум не се избира. На XXVIII конгрес на КПСС (1990) отново в ЦКК са избрани голям брой членове. Първият пленум на ЦКК избира отново Президиум на комисията. От април 1991 Президиумът на ЦКК има свое бюро.